# Жулі Дельпі
Жулі́ Дельпі́ (фр. Julie Delpy; *21 грудня 1969, Париж, Франція) — французько-американська акторка, режисерка і співачка.

## Біографія
Жулі народилась 21 грудня 1969 року в Парижі в сім'ї директора театру Альбера Дельпі та акторки Марі Пілле. Вона єдина дитина в сім'ї.
Дельпі розповіла, що страждала від проблем зі здоров'ям: у неї були постійні мігрені та напади паніки.

## Акторська кар'єра
1984 року у віці 14 років Дельпі помітив кінорежисер Жан-Люк Годар, який зняв її у фільмі «Детектив». Два роки по тому Жулі знялась у головній ролі у фільмі «Пристрасть Беатріс» Бертрана Таверньє. За цю роль вона була нагороджена премією «Сезар» як найбільш багатообіцяюча акторка. Гроші, які заробила, вона витратила на першу поїздку в Нью-Йорк. Дельпі стала відомою після виходу фільму «Європа Європа», в якому зіграла головну роль. Її героїня-нацистка закохалась у героя, не знаючи, що він єврей. У фільмі Жулі мала вільно спілкуватись німецькою мовою .
Після успіху «Європи Європи» Дельпі знялась у кількох європейських і голлівудських фільмах. 1993 року вона зіграла головну роль у фільмі Кшиштофа Кесльовського «Три кольори: Білий», другій стрічці з трилогії «Три кольори», вона також з'явилась у двох інших фільмах у тій же ролі .
1995 року Дельпі зіграла головну роль з Ітаном Гоуком у фільмі «Перед сходом сонця» . Ця роль стала однією з її найвідоміших на міжнародному рівні . Фільм отримав позитивні відгуки та вважався одним з найвизначніших фільмів 1990-х років. Успіх у фільмі допоміг їй 1997 року пройти кастинг на роль у стрічці «Американський перевертень у Парижі» .
2001 року Жулі разом з коміком Мартіном Шортом зіграла у 30-хвилинному фільмі «СінеМажік» (фр. CinéMagique). 2002 року ця робота отримала нагороду від асоціації «Themed Entertainment Association».

## Сценаристка і режисерка
Дельпі цікавилась професією режисера ще з дитинства, і навіть відвідувала курси режисури в Нью-Йоркському університеті. 1995 року вона написала сценарій і зняла короткометражний фільм «Бла Бла Бла» (англ. «Blah Blah Blah»), який було показано на кінофестивалі «Санденс». 2002 року вона зняла перший повнометражний фільм «У пошуках Джиммі», до якого теж написала сценарій.
2007 року Дельпі написала сценарій і зняла фільм «2 дні в Парижі», в якому зіграла одну з головних ролей разом з Адамом Голдбергом.
2009 року Дельпі зіграла у своєму третьому знятому фільмі «Графиня» головну роль Елізабет Баторі. У фільмі також знялись Даніель Брюль і Вільям Гарт.
"Лоло" став другим франкомовним повнометражним фільмом Дельпі і першим, який вона зняла після "2 днів у Нью-Йорку". Вона також була запланована як сценаристка і режисерка фільму HBO "Ракова лисиця" з Кейт Бланшетт у головній ролі Маріси Акочелли Маркетто, карикатуристки з The New Yorker, у якої діагностували рак.

## Музика
2003 року Дельпі випустила альбом «Julie Delpy». Три композиції з цього альбому, «A Waltz For A Night», «An Ocean Apart» і «Je t'aime tant», увійшли до саундтреку до фільму «Перед заходом сонця». Вона також виконувала пісню Марка Коллінза «Lalala» у титрах «2 днів у Парижі», для якого теж написала всі саундтреки.

## Особисте життя
1990 року Дельпі переїхала до Нью-Йорка, а через кілька років — до Лос-Анджелеса. 2001 року вона взяла громадянство США, але від французького не відмовилась . Зараз буває і в Парижі, і в Лос-Анджелесі .
З 2007 року Дельпі зустрічається з німецьким кінокомпозитором Марком Штрайтенфельдом . У січні 2009 року народила сина Лео .

## Фільмографія
| Рік  | Назва                              | Роль                          | Примітки                                 |
| ---- | ---------------------------------- | ----------------------------- | ---------------------------------------- |
| 1978 | Громадянські війни у Франції       |                               | У титрах вказана як Жуль Пілле           |
| 1982 | Третій рівень                      |                               | Короткометражний                         |
| 1985 | Класика                            |                               | Короткометражний                         |
| 1985 | Детектив                           | Мудра молода дівчина          |                                          |
| 1985 | Любов або майже любов              | Мелі                          |                                          |
| 1986 | Погана кров                        | Ліза                          |                                          |
| 1987 | Пристрасть Беатріс                 | Беатріс де Кортемар           |                                          |
| 1987 | Король Лір                         | Вірджинія (у титрах відсутня) |                                          |
| 1988 | Інша ніч                           | Марі                          |                                          |
| 1989 | Темна ніч                          | Вірджин Марі                  |                                          |
| 1989 | Неспокій                           |                               | Короткометражний                         |
| 1990 | Європа Європа                      | Лені                          |                                          |
| 1991 | Зуби моєї матері                   | Жулі                          | Короткометражний                         |
| 1991 | Мандрівник                         | Сабет                         |                                          |
| 1992 | Варшава: рік 5703                  | Фрида                         |                                          |
| 1993 | Три мушкетери                      | Констанція                    |                                          |
| 1993 | Молодше й молодше                  | Мелоді                        |                                          |
| 1993 | Вбити Зої                          | Зої                           |                                          |
| 1993 | Три кольори: Синій                 | Домінік (камео)               |                                          |
| 1994 | Три кольори: білий                 | Домінік                       |                                          |
| 1994 | Три кольори: Червоний              | Домінік (камео)               |                                          |
| 1995 | Бла Бла Бла                        | Короткометражний              | Також автор сценарію, режисер і продюсер |
| 1995 | Перед сходом сонця                 | Селін                         |                                          |
| 1996 | Місяць Тайхо                       | Лена                          |                                          |
| 1997 | Тисяча чудес світу                 | Єва Пурпур                    |                                          |
| 1997 | Американський перевертень у Парижі | Серафін Піжо                  |                                          |
| 1997 | Алеї та автостради                 |                               | Відео                                    |
| 1998 | Пригощання                         | Франческа                     |                                          |
| 1998 | Лос-Анджелес без карти             | Джулі                         |                                          |
| 1998 | Злочин і кара                      | Соня                          | Телефільм                                |
| 1999 | Справжнє кохання                   |                               | Телефільм                                |
| 1999 | Пристрасть Ейн Ренд                | Барбара Бренден               | Телефільм                                |
| 1999 | Я з групи підтримки                |                               |                                          |
| 2000 | Пісок                              | Лілл                          |                                          |
| 2001 | Дослідження сексу                  | Хлоя                          |                                          |
| 2001 | Парк МакАртур                      | Венді                         |                                          |
| 2001 | Пробудження життя                  | Селін                         |                                          |
| 2001 | Вдача новачків                     | Аня                           |                                          |
| 2001 | Швидка допомога                    | Ніколь                        | Телепрограма, 7 серій                    |
| 2002 | Вілла троянд                       | Луїз Кретер                   |                                          |
| 2002 | У пошуках Джиммі                   | Ел                            | Також автор сценарію, режисер і продюсер |
| 2002 | СінеМажік                          | Маргарита                     |                                          |
| 2003 | Ноттінг Гілл                       | Шарлотта                      |                                          |
| 2004 | Перед заходом сонця                | Селін                         | Також автор сценарію                     |
| 2004 | Франкенштейн                       | Кароліна Франкенштейн         | Мінісеріал                               |
| 2005 | Зламані квіти                      | Шері                          |                                          |
| 2006 | Легенда Люсі Кейс                  | Жанна Кулі                    |                                          |
| 2006 | Містифікація                       | Ніна ван Палландт             |                                          |
| 2006 | Винні серця                        | Шарлотта                      |                                          |
| 2007 | Повітря, яким я дихаю              | Джина                         |                                          |
| 2007 | 2 дні в Парижі                     | Меріон                        | Також автор сценарію, режисер і продюсер |
| 2009 | Графиня                            | Елізабет Баторі               | Також автор сценарію, режисер і продюсер |
| 2011 | Канікули на морі                   | Анна                          | Також автор сценарію                     |
| 2012 | Проходи                            | Анна                          |                                          |
| 2013 | Перед опівніччю                    | Селін                         |                                          |
| 2015 | Месники: Ера Альтрона              | Мадам Б                       |                                          |
| 2016 | Матусин синок                      | Віолетта                      | Також режисер, сценарист                 |

## Нагороди та номінації
- 1987 Сезар — найбільш обіцяюча акторка («Погана кров» (1986))
- 1988 Сезар — найбільш обіцяюча акторка («Пристрасть Беатріс» (1987))
- 1991 Європейський кіноприз — найкраща акторка («Мандрівник» (1991))
- 1995 MTV Movie Award (номінація) — найкращий поцілунок («Перед заходом сонця» (1995))
- 2004 San Francisco Film Critics Circle Award — найкраща акторка («Перед заходом сонця» (2004))
- 2005 Оскар — найкращий адаптований сценарій («Перед заходом сонця» (2004))
- 2005 Writers Guild of America (номінація) — найкращий адаптований сценарій («Перед заходом сонця» (2004))
- 2005 Empire Award — найкраща акторка («Перед заходом сонця» (2004))
- 2005 Незалежний дух (номінація) — найкращий сценарій («Перед заходом сонця» (2004))
- 2005 Online Film Critics Society Award (номінація) — найкраща акторка («Перед заходом сонця» (2004))
- 2005 Online Film Critics Society Award (номінація) — найкращий адаптований сценарій («Перед заходом сонця» (2004))
- 2007 Mons International Festival of Love Films Award — «Coup de Coeur» («2 дні у Парижі» (2007))
- 2008 Сезар — найкращий сценарій («2 дні у Парижі» (2007))